# Ілів (городище)

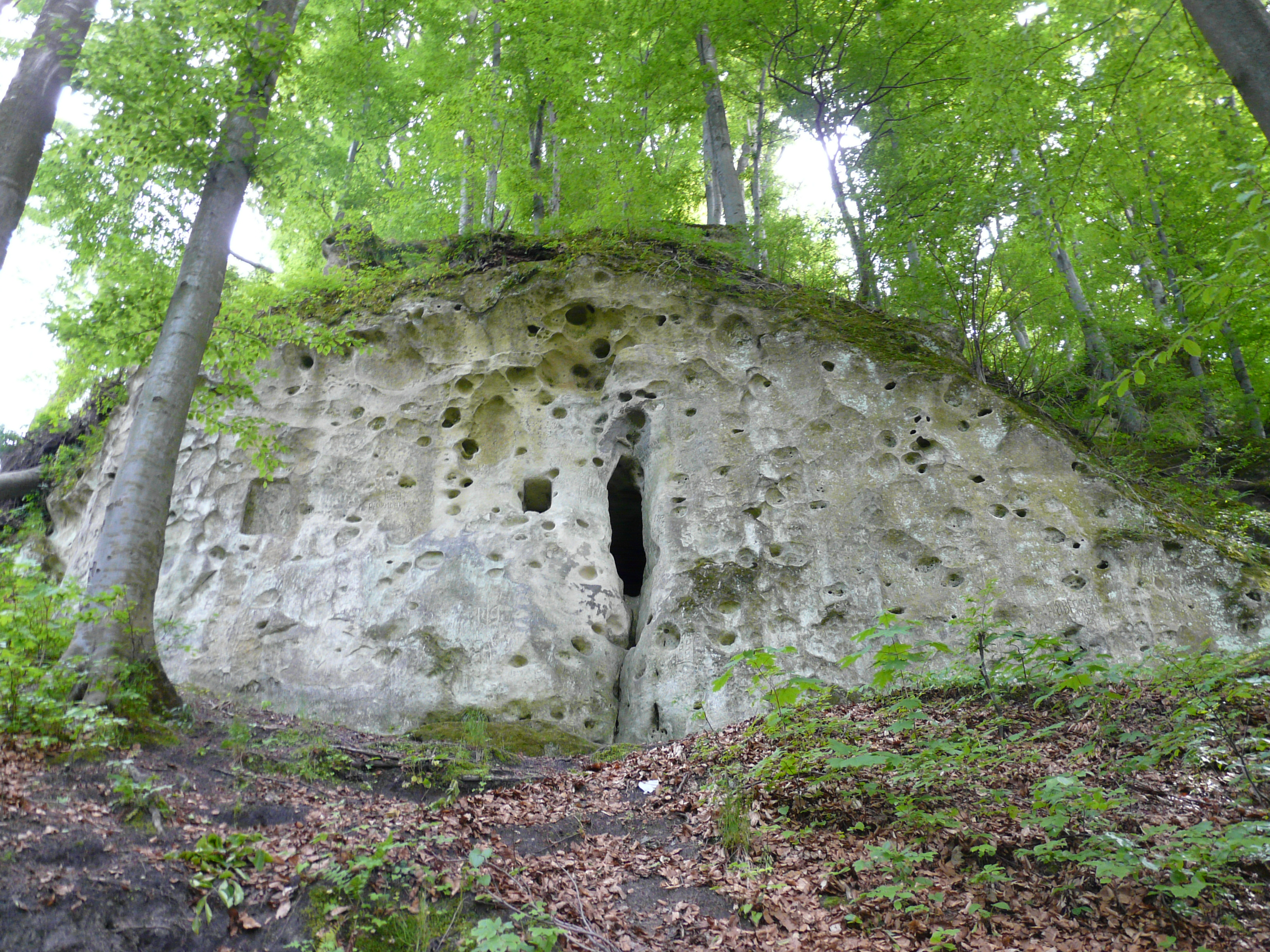
Печера у скелі, на якій було городище-святилище.

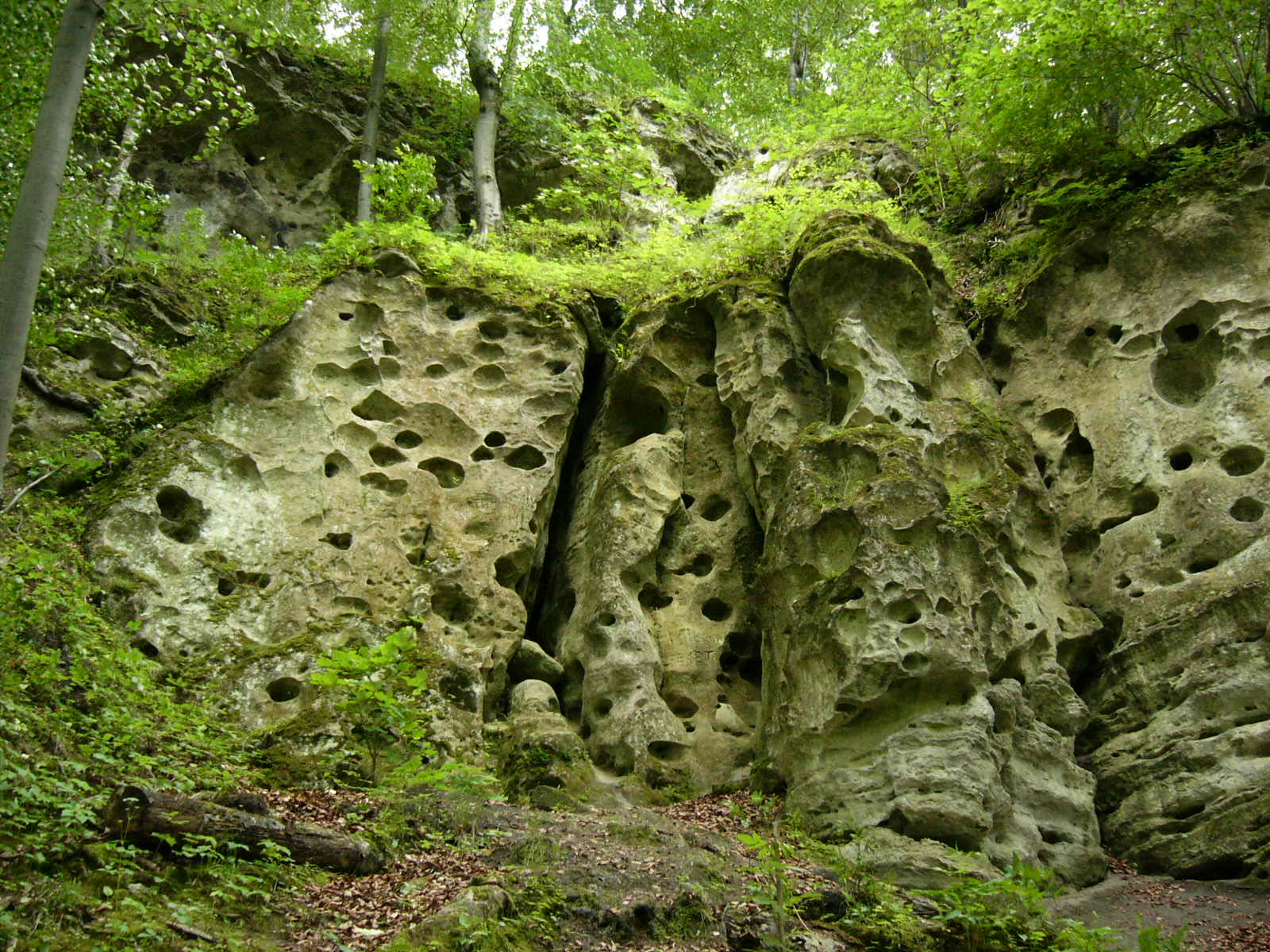
Вхід у другу печеру.

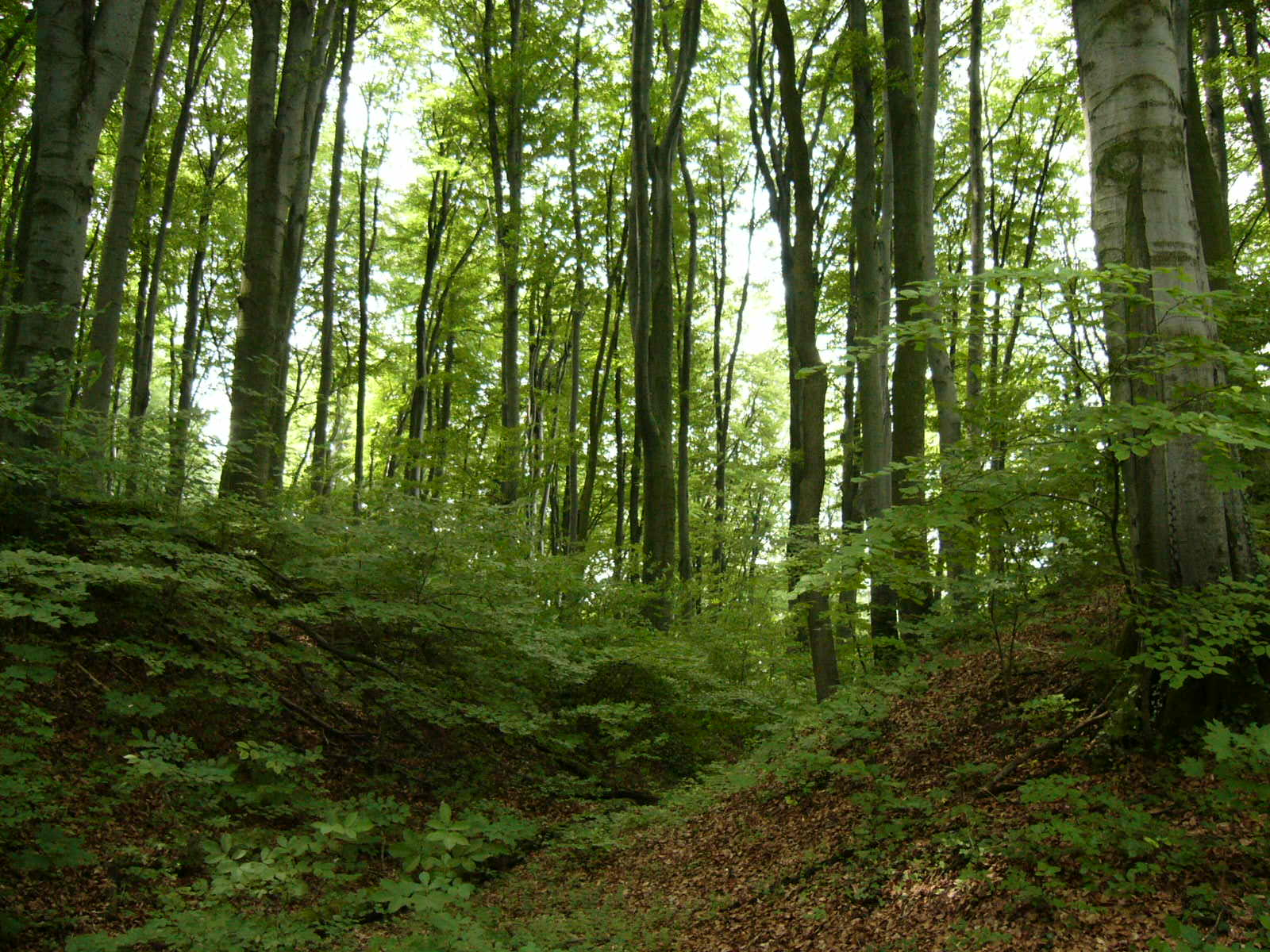
Рів та вали городища Ілів.

І́лів — давньослов'янське язичницьке городище-святилище 7—14 століть. За даними дослідника Ореста Корчинського, поселення могло виникнути у 2—5 століттях. Розташоване на околиці села Ілів Миколаїського району Львівської області.
У південній частині села, в урочищі Печера, на високому залісненому мисоподібному виступі плоскогір'я збереглися залишки давнього городища. З північного боку мису у прямовисних скелях розташовані три печери, що були висічені у давні часи. Від них, імовірно, походить назва урочища.
Печери представлені однокамерними прямокутними приміщеннями (3,0×3,5 м) з горизонтально розміщеними стелями на висоті 2,1—2,3 м. Стіни печер — вертикальні, досить рівні, що вказує на їхнє безумовно рукотворне походження. Через відсутність у печерах будь-яких археологічних матеріалів, час їхнього виникнення та функціонування не встановлено. Частина дослідників покровителькою печери вважають богиню Мокошу (вхід до печери у вигляді жіночого лона).
Мис, на якому розташоване городище, скерований стрілкою у північно-західному напрямку. З півночі, сходу та заходу його схили — стрімкі, місцями вони переходять у прямовисні стіни-урвища. Поверхня мису досить рівна.
Майдан городища від напільного південно-східного боку відділяють дві лінії штучно споруджених земляних валів та ровів, тому городище має два укріплені майдани і належить до категорії складних мисових городищ з багаторядною системою укріплень. Майдан міститься на висоті близько 387 м над р. м. та 85 м над дзеркалом річки Іловець, яка омиває підніжжя пагорба з півночі та заходу.
Внутрішній укріплений майдан городища в плані має неправильну трикутну форму 34×54 м, видовжену в напрямку північний захід — південний схід. З південно-східного боку майдан оточує дугастий земляний вал з вигнутою на зовні центральною частиною. Його висота у різних місцях коливається у межах 1—2,5 м над рівнем давнього горизонту. Підніжжя внутрішнього валу було обпаленим та викладеним камінням. На вершині валу горіли ритуальні вогні.
До внутрішнього схилу валу, приблизно у середині його довжини, був прибудований прямокутний конусоподібний постамент. На його поверхні містився горизонтальний прямокутний майданчик (3,5×4,5 м), розташований на висоті 1,10 м вище рівня давнього горизонту. Довшою стороною він прилягає до гребеня валу і творить єдину площину. Зі схилів постаменту виступають великі обтесані кам'яні плити вапняково-пісковикового походження. На п'єдесталі гіпотетично стояв ідол.
У місці, де закінчується рів, біля західного краю майдану був проїзд.
Зовнішній укріплений майдан городища, розмірами 26×60 м (близько 0,05 га), розташований між краєм рову внутрішньої лінії оборони та гребенем валу зовнішньої лінії оборони. Поверхня майдану є досить рівною і лише плавно понижується у північно-східному та південно-західному напрямах. У його західній частині зафіксовано западину округлої форми діаметром близько 3 м і завглибшки в центральній частині 0,5 м, яка вказує на місце розташування заглибленої частини житла чи господарської будівлі.
Перша зовнішня лінія оборони представлена дугастим земляним валом, центральна частина якого є випуклою назовні. Вал пролягає з північного сходу на південний захід на довжину близько 44 м.
Із зовнішнього боку вал оточений дуже замуленим ровом, ширина якого у верхній частині сягає 6—7 м, а глибина — близько 1 м. В окремих місцях поперек рову зафіксовані невеликі греблеподібні насипи. Приблизно в центральній частині валу та рову, ближче до східного краю мису, міститься розрив, який має ширину 3 м, а довжину 10 м — місце давнього проїзду на укріплений майдан.
За проїздом на майдан, праворуч розташований конусоподібний останець з округлою основою діаметром 11—12 м. На його поверхні міститься горизонтально спланований майданчик округлої форми діаметром 8 м та заввишки 1,4—1,5 м над рівнем давнього горизонту. Його поверхня задернована, але місцями із землі виступає дрібне каміння вапняково-пісковикового походження. Орієнтовно там стояв донжон.
Очевидно, в Ілові, як і в сусідніх Стільську та Дуброві, було городище та капище білих хорватів.